# 1416
- Wikisource

| Calendário gregoriano                                                        | 1416 MCDXVI                                          |
| Ab urbe condita                                                              | 2169                                                 |
| Calendário arménio                                                           | 865 – 866                                            |
| Calendário bahá'í                                                            | -428 – -427                                          |
| Calendário budista                                                           | 1960                                                 |
| Calendário chinês                                                            | 4112 – 4113 Início a 29 de janeiro (aproximadamente) |
| Calendário copta                                                             | 1132 – 1133                                          |
| Calendário etíope                                                            | 1408 – 1409                                          |
| Calendários hindus - Vikram Samvat - Calendário nacional indiano - Cáli Iuga | 1471 – 1472 1337 – 1338 4516 – 4517                  |
| Calendário Holoceno                                                          | 11416                                                |
| Calendário islâmico                                                          | 819 – 820                                            |
| Calendário judaico                                                           | 5176 – 5177                                          |
| Calendário persa                                                             | 794 – 795                                            |
| Calendário rúnico                                                            | 1666                                                 |
| Calendário solar tailandês                                                   | 1959                                                 |

1416 (MCDXVI, na numeração romana) foi um ano bissexto do século XV do Calendário Juliano, da Era de Cristo, e as suas letras dominicais foram  E e D (53 semanas), teve início a uma quarta-feira e terminou a uma quinta-feira.
| Ano completo                           |
| -------------------------------------- |
| Ano bissexto com início à quarta-feira |

## Nascimentos
- 27 de Março - Francisco de Paula, fundador da Ordem dos Mínimos (m. 1507).
- ? - Piero della Francesca, pintor e matemático italiano (m. 1492).

## Mortes
- 15 de Março - João, Duque de Berry, filho de João II de França (n. 1340).
- 2 de Abril - Rei Fernando I de Aragão (n. 1380).
- 30 de Maio - Jerônimo de Praga, teólogo, queimado vivo (n. 1379).